# St. Mariä Himmelfahrt (Rees)

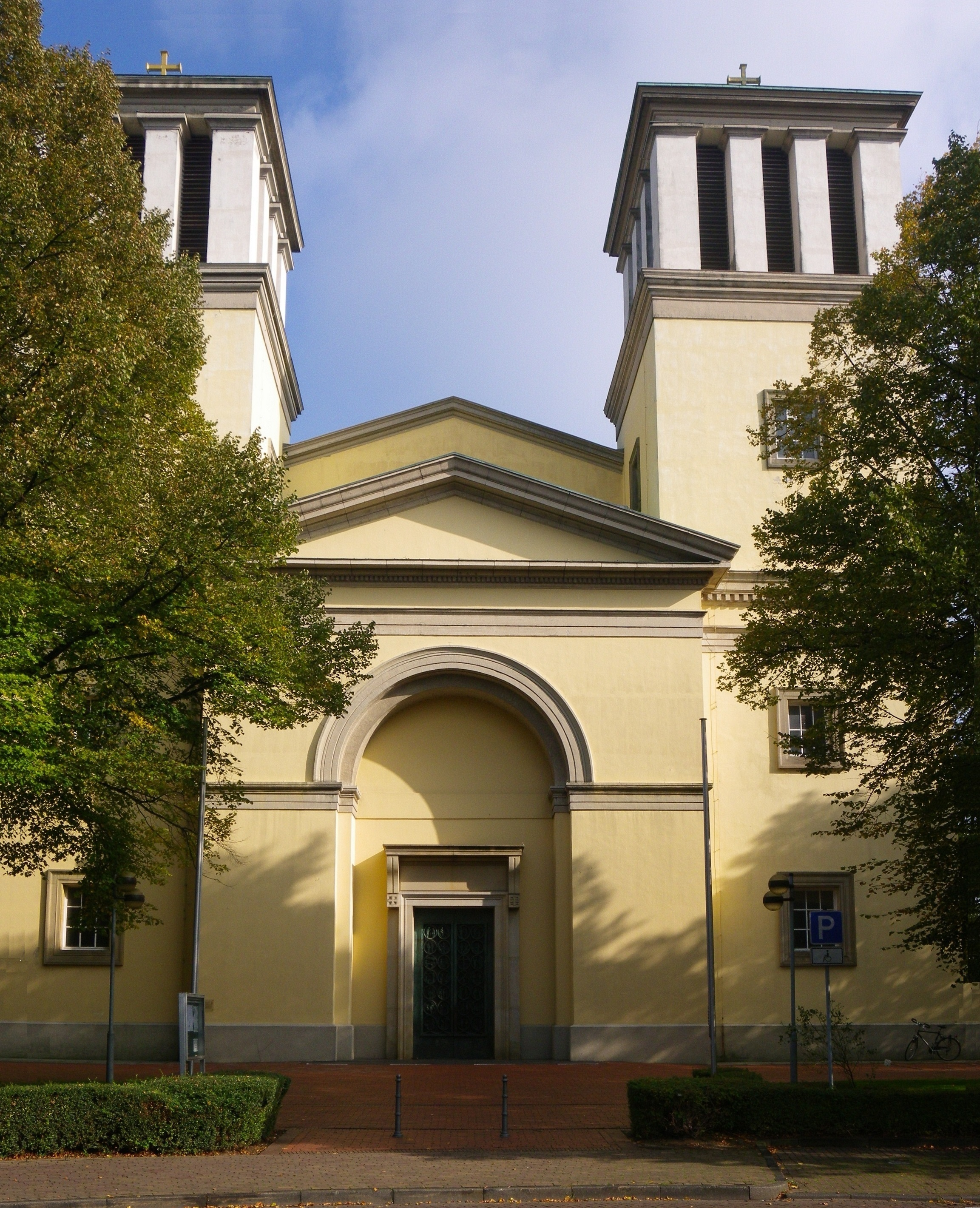
Katholische Pfarrkirche St. Maria Himmelfahrt Rees

Die Kirche St. Mariä Himmelfahrt ist die katholische Stadtpfarrkirche in der Innenstadt von Rees. Sie ist ein seltenes Beispiel klassizistischer Kirchenarchitektur am Niederrhein. Die Kirche befindet sich weithin sichtbar umgeben von Wohn- und Geschäftshäusern in der Innenstadt, in der Nähe des Marktes. Der klassizistische Stil bestimmt das innere und äußere Erscheinungsbild der Kirche. Sie ist dreischiffig und besitzt ein Tonnengewölbe über dem Mittelschiff. Es wird von Korinthischen Säulen getragen. Hervorstehend ist das Portal im Mittelrisalit, an der Turmfront, bekrönt mit einem Gesims in einer hohen Wandnische, die mit einem Rundbogen abschließt.

## Geschichte
Die heutige Kirche hatte verschiedene Vorgänger. Der erste Kirchbau aus Holz lässt sich in die fränkische Zeit um 700 n. Chr. zurückverfolgen. Schutzpatron dieser ersten Reeser Kirche war der hl. Dentlinus aus dem Königshaus der Merowinger.
1012 wurde mit dem Bau einer steinernen Kirche begonnen. Gestiftet wurde die Kirche von der hl. Irmgard von Aspel, 1040 fertiggestellt und der Gottesmutter geweiht. Vor ihrem Tod übertrug sie das Kollegiatstift und ihrem Besitz Aspel dem Kölner Erzbischof Anno von Steußlingen. 1458 wurde der spätgotische Hochchor angefügt, der das fünfschiffige Gotteshaus überragte. Zu einem Neubau des Langhauses kam es nicht. Diese Kirche war Stiftskirche und zugleich auch Pfarrkirche. Nach dem Einsturz der baufällig gewordenen alten Stiftskirche im Jahre 1817 wurde in den Jahren 1820 bis 1828 die heutige klassizistische Pfarrkirche nach Plänen des Bauinspektors Karl Gottlieb Heermann aus Kleve errichtet. Im Zweiten Weltkrieg wurde die Kirche am 14. und am 16. Februar 1945 bis auf die Außenmauern zerstört und mit ihr die gesamte Stadt. 1949 wurde eine Notkirche errichtet. Der Wiederaufbau im klassizistischen Stil erfolgte bis 1970.

## Ausstattung
Der Innenraum wird durch Korinthischen Säulen bestimmt, die das Tonnengewölbe mit der Kassettendecke tragen. Der Taufstein mit Kupferdeckel ist eine Stiftung der Grafen von Spee aus dem Jahr 1953. Die Kirche ist die Taufkirche des seligen Karl Leisner. Die Bronzetüren im Hauptportal sind eine Arbeit von Ulrich Henn. Sie wurden 1970 eingefügt. Die 28 Felder auf den Türen stellen die Begebenheiten Jesu, sein Kommen in die Welt, seine Verkündigung, sein Leiden und Sterben und seiner Auferstehung dar. Vorbild waren wahrscheinlich die Portaltüren der Marienthaler Klosterkirche mit der Darstellung des Glaubensbekenntnisses von Edwin Scharff.

### Orgel
Die Orgel mit drei Manualwerken und einem Pedalwerk wurde in den Jahren 1974/75 von Romanus Seifert in Kevelaer gebaut. Sie enthält knapp 3000 Pfeifen und 37 Register.
| Hauptwerk    |     |
| Bordun       | 16′ |
| Prinzipal    | 8′  |
| Rohrflöte    | 8′  |
| Oktave       | 4′  |
| Gedacktflöte | 4′  |
| Superoktave  | 2′  |
| Mixtur IV-VI |     |
| Cymbel III   |     |
| Cornett V    |     |
| Trompete     | 8′  |

| Schwellwerk           |      |
| Holzprinzipal         | 8′   |
| Viola di Gamba        | 8′   |
| Unda Maris            | 8′   |
| Italienisch Prinzipal | 4′   |
| Holztravers           | 4′   |
| Nasat                 | 2/3′ |
| Spillflöte            | 2′   |
| Oberton III           |      |
| Scharff V             |      |
| Fagott                | 16′  |
| Trompette Harmonique  | 8′   |
| Feldtrompete          | 4′   |
| Tremulant             |      |

| Positiv         |      |
| Bleigedackt     | 8′   |
| Blockflöte      | 4′   |
| Prinzipal       | 2′   |
| Sifflöte        | 1/3′ |
| Scharfcymbel II |      |
| Cromorne        | 8′   |

| Pedal        |     |
| Prinzipal    | 16′ |
| Gedecktbass  | 16′ |
| Oktave       | 8′  |
| Pommer       | 8′  |
| Bartpfeife   | 4′  |
| Nachthorn    | 2′  |
| Hintersatz V |     |
| Posaune      | 16′ |
| Clairon      | 4′  |

### Sonstige Ausstattung
- Den Tabernakel, Leuchter und das ewige Licht stellte die Goldschmiedewerkstatt Polders aus Kevelaer her. Ein Flachrelief auf den Türen des Tabernakels zeigt die Abbildung mit der Verkündigung des Erzengels Gabriel an Maria, die den Mittelpunkt bildet. In lateinischer Inschrift wird das verkündigte Glaubensgeheimnis bestätigt: „Und das Wort ist Fleisch geworden“ (Joh. 1,14).
- Rechts vom Chorraum befindet sich die Darstellung der Gottesmutter mit dem Kind. Sie stammt von einer Kölner Werkstatt der zweiten Hälfte des 14. Jahrhunderts.
- In der rechten Seitenkapelle befindet sich eine  Holzskulptur des hl. Georg. Unter dem sich aufbäumenden Pferd windet sich der Drache unter dem Stoß der Lanze. Das Bildnis des Drachentöters ist eine Schnitzarbeit aus der Zeit um 1530, wohl von einem Meister der Kalkarer Altäre geschaffen.
- Eine Darstellung der trauernden Maria Magdalena unter dem Kreuz befindet sich im linken Seitenschiff. Sie stammt  aus der ersten Hälfte des 16. Jahrhunderts.

### Glocken
Im Ostturm befinden sich aktuell sechs Glocken.
| Name der Glocke | Gießer                    | Jahr | Schlagton | Gewicht  |
| --------------- | ------------------------- | ---- | --------- | -------- |
| Marienglocke    | Christian Diederich Voigt | 1789 | h0        | 2.280 kg |
| Michaelsglocke  | Petit & Gebr. Edelbrock   | 1956 | d′        | 1.750 kg |
| Piusglocke      | Petit & Gebr. Edelbrock   | 1956 | e′        | 1.150 kg |
| Irmgardisglocke | Petit & Gebr. Edelbrock   | 1956 | fis′      | 810 kg   |
| Cyriakusglocke  |                           | 1782 | g′        | 670 kg   |
| Georgsglocke    |                           | 1404 | gis′′     | 60 kg    |